# Aaron Cruden

a Compétitions nationales et continentales officielles uniquement.

b Matchs officiels uniquement.
Dernière mise à jour le 13 juin 2022.
Aaron Wiremu Cruden, né le 8 janvier 1989 à Palmerston North (Île du Nord, Nouvelle-Zélande), est un joueur de rugby à XV international néo-zélandais évoluant principalement au poste de demi d'ouverture, plus rarement au poste de centre (1,78 m pour 84 kg). Il joue en équipe de Nouvelle-Zélande depuis 2010, ainsi que pour les Chiefs en Super Rugby depuis 2012. Il fait partie de l'équipe des All Blacks qui remporte à domicile la Coupe du monde en 2011.

## Biographie
Né à Palmerston North, il joue au rugby pour l'équipe universitaire de la Palmerston North Boys' High School avant de faire ses débuts en 2008 pour l'équipe des Manawatu Turbos qui représente la province du Manawatu dans le Championnat National des Provinces aussi appelé NPC. Son père Stu Cruden fut, en son temps, capitaine de cette équipe. En 2008, on lui diagnostique un cancer aux testicules qui nécessite l'ablation d'un testicule et neuf semaines de chimiothérapie,. Après la rémission, il retourne sur les terrains et participe à la Coupe du Monde de Rugby à XV Junior 2009. Capitaine de la sélection junior de Nouvelle-Zélande, surnommée les Baby Blacks, il remporte la Coupe du Monde Junior, se distinguant notamment en inscrivant deux essais en finale contre l'Angleterre. Il est nommé Joueur Junior de l'Année par l'IRB en 2009. Aaron Cruden fait ses débuts dans le Super 14 pour la franchise des Hurricanes en janvier 2010. En juillet 2011, il annonce qu'il va rejoindre la franchise des Chiefs pour la saison 2012 de Super 15.
Sélectionné avec l'équipe nationale de Nouvelle-Zélande en juin 2010, il honore sa première cape internationale en équipe de Nouvelle-Zélande le 12 juin 2010 contre l'équipe d'Irlande. Il dispute quelques matchs supplémentaires avec les All Blacks lors de leur tournée européenne et lors du Tri-nations 2010. Le 2 octobre 2011, il est appelé pour remplacer Daniel Carter blessé aux adducteurs et forfait pour le reste de la Coupe du monde de rugby à XV 2011,. Il fait ses débuts dans le tournoi en quart de finale contre l'Argentine en remplaçant Colin Slade à la 33e minute. Le 23 octobre, il joue durant la finale où il ressort sur blessure. La Nouvelle-Zélande bat la France 8 à 7.
En 2016, il est sélectionné en équipe nationale pour le Rugby Championship, que son pays remporte en gagnant toutes ses confrontations,. De plus, la Nouvelle-Zélande égalise le record de matchs remportés d'affilée toutes compétitions confondues avec dix-sept succès lors de la dernière journée où elle bat largement l'Afrique du Sud 57 à 15, chez elle à Durban.
Après deux saisons dans le club héraultais, où il est finaliste du Top14 contre le Castres Olympique, le All Black joue à nouveau durant l'automne 2019 au Montpellier Hérault rugby en tant que joker Coupe du Monde.

## Palmarès

### En franchise
- Vainqueur du Super 15 en 2012 et 2013

### En équipe nationale
- Vainqueur de la Coupe du monde en  2011
- Vainqueur du Rugby Championship en 2012, 2013, 2014 et 2016
- Vainqueur du Tri-Nations en 2010

### Personnel
- IRB Junior Player of the Year en 2009
- Meilleur réalisateur du Super 15 en 2012 (251 points)

## Statistiques en équipe nationale

### En équipe nationale
Au 26 septembre 2024, Aaron Cruden compte cinquante capes avec les All Blacks, dont vingt-cinq titularisations depuis son premier match face à l'Irlande le 12 juin 2010, pour un bilan de quarante victoires, une défaite et deux nuls. Sur ces rencontres, dix-sept sont disputées dans le cadre du Rugby Championship ou du Tri-nations ,dont il dispute cinq éditions de 2010, 2012, 2013, 2014 et 2016. Il remporte toutes ces éditions.
Il participe à une édition de la coupe du monde, en 2011, édition où il remporte le titre de champion du monde. Il participe à trois rencontres, face à l'Argentine, l'Australie et la France, dont deux en tant que titulaire, inscrivant cinq points, un drop et une transformation.
Il compte un total de 322 points, se décomposant en cinq essais, cinquante-six pénalités, un drop et soixante-trois transformations.